# EuroHockey Club Champions Cup 1977 (Herren, Feld)
Der vierte offizielle von der European Hockey Federation ausgetragene EuroHockey Club Champions Cup der Herren im Hockey fand vom 4.–7. Juni 1977 in London statt. Es nahmen zwölf Clubs aus elf Ländern teil. Deutschland war mit dem deutschen Meister Schwarz-Weiß Köln vertreten. Der Londoner Titelverteidiger Southgate HC gewann den Europapokal durch ein 4:1 im Endspiel gegen Vorjahresfinalisten Royal Uccle Sport.

## Vorrunde
Gruppe A
FC Lyon  - KS Warta Posen  2:3
Southgate HC  - FC Lyon  2:1
KS Warta Posen  - Southgate HC  1:2
| Pos. | Verein         | Tore | Punkte |
| ---- | -------------- | ---- | ------ |
| 1.   | Southgate HC   | 4:2  | 4:0    |
| 2.   | KS Warta Posen | 4:4  | 2:2    |
| 3.   | FC Lyon        | 3:5  | 0:4    |

Gruppe B
Suboticanka  - Royal Uccle  1:5
Suboticanka  - Nottingham HC  3:3
Royal Uccle  - Nottingham HC  2:1
| Pos. | Verein            | Tore | Punkte |
| ---- | ----------------- | ---- | ------ |
| 1.   | Royal Uccle Sport | 7:2  | 4:0    |
| 2.   | Nottingham HC     | 4:5  | 1:3    |
| 3.   | Suboticanka       | 4:8  | 1:3    |

Gruppe C
Schwarz-Weiß Köln  - Dinamo Alma-Ata  6:0
SV Kampong  - Schwarz-Weiß Köln  2:3
Dinamo Alma-Ata  - SV Kampong  2:3
| Pos. | Verein            | Tore | Punkte |
| ---- | ----------------- | ---- | ------ |
| 1.   | Schwarz-Weiß Köln | 9:2  | 4:0    |
| 2.   | SV Kampong        | 5:5  | 2:2    |
| 3.   | Dinamo Alma-Ata   | 4:8  | 0:4    |

Gruppe D
Club Egara  - Edinburgh HC  4:2
Slavia Prag  - Club Egara  0:3
Edinburgh HC  - Slavia Prag  3:4
| Pos. | Verein       | Tore | Punkte |
| ---- | ------------ | ---- | ------ |
| 1.   | Club Egara   | 7:2  | 4:0    |
| 2.   | Slavia Prag  | 4:6  | 2:2    |
| 3.   | Edinburgh HC | 5:8  | 0:4    |

## Platzierungsspiele
Suboticanka  - Edinburgh HC  3:2
FC Lyon  - Dinamo Alma-Ata  4:3
Spiel um Platz 11
Edinburgh HC  - Dinamo Alma-Ata  3:3, Edinburgh gewann nach Siebenmeterschießen
Spiel um Platz 9
FC Lyon  - Suboticanka  2:2, Lyon gewann nach Siebenmeterschießen
Warta Posen  - SV Kampong  1:3
Nottingham HC  - Slavia Prag  ?
Spiel um Platz 7
Slavia Prag  - Warta Posen  1:1, Slavia gewann nach Siebenmeterschießen
Spiel um Platz 5
SV Kampong  - Nottingham HC  6:0
Halbfinale
Southgate HC  - Schwarz-Weiß Köln  2:1
Royal Uccle Sport  - Club Egara  1:1, Uccle gewann nach Siebenmeterschießen
Spiel um Platz 3
Club Egara  - Schwarz-Weiß Köln  3:2
Finale
Southgate HC  - Royal Uccle Sport  4:1

## Quelle
- Deutsche Hockeyzeitung Juni 1977
- EHF Handbook 2016